# قطعنامه ۹۴۳ شورای امنیت
قطعنامه ۹۴۳ شورای امنیت سازمان ملل متحد که در تاریخ ۲۳ سپتامبر ۱۹۹۴ تصویب شد، سندی بین‌المللی دربارهٔ بوسنی و هرزگوین است. این قطعنامه طی نشست ۳۴۲۸ام با ۱۱ رای موافق، ۲ مخالف و ۲ ممتنع تصویب شد.